# Odontozona addaia
Odontozona addaia is een tienpotigensoort uit de familie van de Stenopodidae. De wetenschappelijke naam van de soort is voor het eerst geldig gepubliceerd in 1990 door Pretus.